# Synidotea nebulosa
Synidotea nebulosa är en kräftdjursart som beskrevs av Benedict 1897. Synidotea nebulosa ingår i släktet Synidotea och familjen tånglöss. Inga underarter finns listade i Catalogue of Life.